# Deutsche Feldhandball-Meisterschaft 1938/39
Die Deutsche Feldhandball-Meisterschaft 1938/39 war die 19. deutsche Feldhandball-Meisterschaft der Männer. Mit dem Anschluss Österreichs existierten nunmehr 17 Gauligen, deren Sieger sich für die Meisterschaftsendrunde qualifizierten. Die Vorrunde wurde wie bereits in den Vorjahren im Rundenturnier in vier Gruppen mit Hin- und Rückspiel ausgetragen. Die vier Gruppensieger spielten dann im K.-o.-System den Feldhandballmeister aus, die Halbfinalpartien fanden erneut im Best-of-Three-Modus statt. Vorjahressieger MTSA Leipzig konnte seinen Meistertitel dank eines 6:4-Erfolges über den Lintforter SpV erfolgreich verteidigen. Für den Militärsportverein des Infanterie-Regimentes 11 aus Leipzig war dies der dritte und letzte Titelgewinn.

## Teilnehmer an der Endrunde
| Verein                      | Qualifiziert als                           |
| --------------------------- | ------------------------------------------ |
| WSV Hindenburg Bischofsburg | Meister der Gauliga I Ostpreußen           |
| Polizei SV Stettin          | Meister der Gauliga II Pommern             |
| SV Elektra Berlin           | Meister der Gauliga III Berlin-Brandenburg |
| MSV IR 49 Carlowitz         | Meister der Gauliga IV Schlesien           |
| MTSA Leipzig                | Meister der Gauliga V Sachsen              |
| MSV Weißenfels              | Meister der Gauliga VI Mitte               |
| Oberalster VfW              | Meister der Gauliga VII Nordmark           |
| MSV Lüneburg                | Meister der Gauliga VIII Niedersachsen     |
| MSV Hindenburg Minden       | Meister der Gauliga IX Westfalen           |
| Lintforter SpV              | Meister der Gauliga X Niederrhein          |
| VfB 08 Aachen               | Meister der Gauliga XI Mittelrhein         |
| SS Arolsen                  | Meister der Gauliga XII Hessen             |
| TSG 1861 Ludwigshafen       | Meister der Gauliga XIII Südwest           |
| SV Waldhof Mannheim         | Meister der Gauliga XIV Baden              |
| TV Altenstadt               | Meister der Gauliga XV Württemberg         |
| Post SV München             | Meister der Gauliga XVI Bayern             |
| Wiener AC                   | Meister der Gauliga XVII Ostmark           |

## Vorrunde

### Gruppe 1
| Pl. | Verein                      | Sp. | S | U | N | Tore    | Diff. | Punkte |
| --- | --------------------------- | --- | - | - | - | ------- | ----- | ------ |
| 1.  | MTSA Leipzig                | 8   | 8 | 0 | 0 | 096:300 | +66   | 016:00 |
| 2.  | SV Elektra Berlin           | 8   | 6 | 0 | 2 | 069:540 | +15   | 012:40 |
| 3.  | MSV IR 49 Carlowitz         | 7   | 3 | 0 | 4 | 062:550 | +7    | 06:80  |
| 4.  | WSV Hindenburg Bischofsburg | 7   | 1 | 1 | 5 | 037:680 | −31   | 03:110 |
| 5.  | Polizei SV Stettin          | 8   | 0 | 1 | 7 | 041:980 | −57   | 01:150 |

### Gruppe 2
| Pl. | Verein                | Sp. | S | U | N | Tore    | Diff. | Punkte |
| --- | --------------------- | --- | - | - | - | ------- | ----- | ------ |
| 1.  | MSV Hindenburg Minden | 5   | 3 | 1 | 1 | 044:370 | +7    | 07:30  |
| 2.  | MSV Weißenfels        | 4   | 2 | 1 | 1 | 032:300 | +2    | 05:30  |
| 3.  | Oberalster VfW        | 6   | 2 | 1 | 3 | 046:470 | −1    | 05:70  |
| 4.  | MSV Lüneburg          | 5   | 1 | 1 | 3 | 035:430 | −8    | 03:70  |

### Gruppe 3
| Pl. | Verein                | Sp. | S | U | N | Tore    | Diff. | Punkte |
| --- | --------------------- | --- | - | - | - | ------- | ----- | ------ |
| 1.  | Lintforter SpV        | 6   | 5 | 1 | 0 | 053:220 | +31   | 011:10 |
| 2.  | VfB 08 Aachen         | 6   | 3 | 1 | 2 | 038:430 | −5    | 07:50  |
| 3.  | SS Arolsen            | 6   | 3 | 0 | 3 | 049:470 | +2    | 06:60  |
| 4.  | TSG 1861 Ludwigshafen | 6   | 0 | 0 | 6 | 036:640 | −28   | 00:120 |

### Gruppe 4
| Pl. | Verein              | Sp. | S | U | N | Tore    | Diff. | Punkte |
| --- | ------------------- | --- | - | - | - | ------- | ----- | ------ |
| 1.  | Post SV München     | 6   | 4 | 0 | 2 | 035:290 | +6    | 08:40  |
| 2.  | SV Waldhof Mannheim | 6   | 3 | 0 | 3 | 041:300 | +11   | 06:60  |
| 3.  | Wiener AC           | 6   | 3 | 0 | 3 | 047:440 | +3    | 06:60  |
| 4.  | TV Altenstadt       | 6   | 2 | 0 | 4 | 026:460 | −20   | 04:80  |

## Halbfinale
Die Halbfinalpartien fanden im Best-of-Three-Modus statt. Das erste Spiel fand am 11. Juni 1939, das zweite Spiel am 18. Juni 1939 statt. Das mögliche dritte Spiel war für den 25. Juni 1939 terminiert.
|                 | Gesamt |                       | Hinspiel | Rückspiel | 3. Spiel |
| --------------- | ------ | --------------------- | -------- | --------- | -------- |
| Post SV München | 5:18   | MTSA Leipzig          | 3:4      | 2:14      |          |
| Lintforter SpV  | 16:6   | MSV Hindenburg Minden | 13:2     | 3:4       | -:- a    |

## Finale
| MTSA Leipzig         | MTSA Leipzig | Lintforter SpV | Lintforter SpV       |
| Flagge nicht bekannt | 2. Juli 1939 in Duisburg (Stadion Duisburg) Ergebnis: 6:4 (2:1) Zuschauer: 30.000 Schiedsrichter: W. Rogge (Berlin) | 2. Juli 1939 in Duisburg (Stadion Duisburg) Ergebnis: 6:4 (2:1) Zuschauer: 30.000 Schiedsrichter: W. Rogge (Berlin)                                      | Flagge nicht bekannt |
| Flagge nicht bekannt | Wendt – Schünzel, Lange, Schumann, Kurt Dossin, Schenk, Badstübner, Höfer, Jungmann, Fritz Prosser, Göllner         | Heinz Körvers – Fritz Seigner, Jakob Brüntgens, Mutschi, Prizigoda, Johannes Mumot, Hans Grosch, Hennes Meister, Ladage, Gerd Brüntgens, Frank Oleniczak | Flagge nicht bekannt |
| Flagge nicht bekannt | 1:1 Prosser (12.) 2:1 Prosser (?.) 3:1 Badstübner (36.) 4:1 Badstübner (37.) 5:1 Jungmann (?.) 6:3 Göllner (54.)    | 0:1 Brüntgens (5.) 5:2 Ladage (?.; 13M) 5:3 Ladage (?.; 13M) 6:4 Brüntgens (?.; FW)                                                                      | Flagge nicht bekannt |